# Fifty-Six
Fifty-Six es una ciudad en el condado de Stone, Arkansas, Estados Unidos. Para el censo de 2000 la población era de 163 habitantes. El nombre de la comunidad viene del Distrito Escolar n.º 56 (fifty-six en inglés).

## Geografía
Fifty-Six se localiza a 35°57′38″N 92°13′48″O / 35.96056, -92.23000. De acuerdo con la Oficina del Censo de los Estados Unidos, la ciudad tiene un área total de 5,4 km², de los cuales el 100% es tierra.

## Demografía
Para el censo de 2000, había 163 personas, 71 hogares y 51 familias en la ciudad. La densidad de población era 30,5 hab/km². Había 87 viviendas para una densidad promedio de 16,3 por kilómetro cuadrado. De la población 97,55% eran blancos y 2,45% amerindios. 1,84% de la población eran hispanos o latinos de cualquier raza.
Se contaron 71 hogares, de los cuales 25,4% tenían niños menores de 18 años, 64,8% eran parejas casadas viviendo juntos, 7,0% tenían una mujer como cabeza del hogar sin marido presente y 26,8% eran hogares no familiares. 26,8% de los hogares eran un solo miembro y 12,7% tenían alguien mayor de 65 años viviendo solo. La cantidad de miembros promedio por hogar era de 2,30 y el tamaño promedio de familia era de 2,69.
En la ciudad la población está distribuida en 19,0% menores de 18 años, 8,6% entre 18 y 24, 25,2% entre 25 y 44, 25,2% entre 45 y 64 y 16,6% tenían 65 o más años. La edad media fue 44 años. Por cada 100 mujeres había 96,4 varones. Por cada 100 mujeres mayores de 18 años había 91,3 varones.
El ingreso medio para un hogar en la ciudad fue de $34.375 y el ingreso medio para una familia $35.750. Los hombres tuvieron un ingreso promedio de $30.750 contra $19.063 de las mujeres. El ingreso per cápita de la ciudad fue de $15.783. Cerca de 11,8% de las familias y 17,1% de la población estaban por debajo de la línea de pobreza, 17,2% de los cuales eran menores de 18 años y 25,0% mayores de 65.